# Јесења изложба УЛУС-а (1989)
Јесења изложба УЛУС-а (1989) је трајала од августа до октобра 1989. године. Одржана је у галеријском простору Удружења ликовних уметника Србије односно у Уметничком павиљону "Цвијета Зузорић", у Београду и у Народном музеју, у Крагујевцу.

## О изложби
УЛУС посвећује ову изложбу осамдесетпетогодишњици одржавања прве југословенске изложбе и седамседетогодишњици оснивања Удружења ликовних уметника Србије.
Добитник награде односно монографије на овој Јесењој изложби је уметник Миодраг Рогић.

## Излагачи

### Сликарство
1. Љубиша Богосављевић
2. Селена Вицковић
3. Предраг Вукићевић
4. Матија Вучићевић
5. Драган Гајер
6. Бранко Димић
7. Ана - Марија Драгојевић
8. Катарина Дрљевић
9. Симон Ђермановић
10. Ђорђе Ђорђевић
11. Жељко Ђуровић
12. Бошко Карановић
13. Милинко Коковић
14. Милутин Копања
15. Велизар Крстић
16. Грујица Лазаревић
17. Владан Љубинковић
18. Весна Марковић
19. Срђан Марковић
20. Драган Милошевић
21. Милун Митровић
22. Драган Момчиловић
23. Љубица Николић
24. Лепосава Ст. Павловић
25. Ружица Беба Павловић
26. Јосипа Пашћан
27. Драган Перић
28. Божидар Продановић
29. Бранислав Протић
30. Миодраг Рогић
31. Едвина Романовић
32. Феђа Соретић
33. Милица Стевановић
34. Радован Хиршл

### Графика - цртеж
1. Александар Горбунов
2. Станислав Гранић
3. Емило Костић
4. Гордан Крчмар
5. Богдан Кршић
6. Јања Марић
7. Слободан Михаиловић
8. Миодраг Млађовић
9. Гордана Петровић
10. Ратомир Пешић
11. Светлана Рибица
12. Лепосава Туфегџић
13. Бранислав Фотић
14. Миливоје Стоиљковић
15. Јелица Ћулафић

### Скулптура - Објекти
1. Ана Виђен
2. Венија Вучинић-Турински
3. Ангелина Гаталица
4. Маријана Гвозденовић
5. Милија Глишић
6. Селимир Јовановић
7. Момчило Крковић
8. Душан Б. Марковић
9. Коља Милуновић
10. Милија Нешић
11. Зоран Петровић
12. Ставрос Попчев
13. Мира Сандић
14. Војин Стојић
15. Љубица Тапавички
16. Сава Халугин